# Aristolochia hatschbachii
Aristolochia hatschbachii là một loài thực vật có hoa trong họ Aristolochiaceae. Loài này được Ahumada mô tả khoa học đầu tiên năm 1979.